# Antonio Sánchez
Antonio Sánchez (Cidade do México, 1 de novembro de 1971) é um compositor e baterista mexicano. Ficou conhecido por compor a trilha sonora original de Birdman, de Alejandro González Iñárritu, a qual lhe rendeu uma indicação ao BAFTA 2015.